# 90-та танкова дивізія (РФ, 2 формування)
90-та гвардійська танкова Вітебсько-Новгородська двічі Червонопрапорна дивізія (90 ТД, в/ч 86274) — з'єднання танкових військ у складі Сухопутних військ Збройних сил Російської Федерації чисельністю у дивізію. Підрозділи дивізії дислокуються у Свердловській й Челябінській областях. З'єднання входить до складу Центрального військового округу.
У 1992 році дивізія була виведена з Польщі до СРСР й переформована на 166-ту окрему гвардійську мотострілецьку бригаду. Підрозділи бригади брали участь у першій російсько-чеченській війні. Бригаду переформували на базу зберігання 1997 року. У 2016 році дивізію було відновлено. У 2022 році частини дивізії брали участь у повномасштабному вторгненні РФ в Україну, де діяли на київському напрямку.

## Історія
У 1992 році, під час розпаду СРСР, 6-та гвардійська мотострілецька Вітебсько-Новгородська двічі Червонопрапорна дивізія Радянської армії була передислокована з Польщі в місто Твер і увійшла до складу Московського військового округу. У той же час була переформована на 166-ту окрему гвардійську мотострілецьку Вітебсько-Новгородську двічі Червонопрапорну бригаду.
З 2 січня 1995 року по 5 жовтня 1996 року 166-та бригада брала участь у першій російсько-чеченській війні. Втрати за чеченської війни: 113 вбитих й 31 зниклих безвісти. Начальник розвідки бригади майор Ілля Касьянов й командир розвідроти Ігор Баталов 21 листопада 1995 року стали Героями Росії. Також 1 грудня 1995 року звання Героя Росії посмертно був удостоєний солдат-строковик — артилерист 2-го артилерійського дивізіону Валерій Іванов.
З 1997 року 166-та бригада була переформована на 70-ту гвардійську Вітебсько-Новгородську двічі Червонопрапорну базу зберігання озброєння і техніки (мотострілецьких військ), 70 гв. БЗОТ (м). У складі: 440 осіб особового складу; 38 Т-80; 86 БМП (37 БМП-2, 40 БМП-1, 9 БРМ-1К); 6 БТР (1 БТР-80, 4 БТР-70, 1 МТ-ЛБ); 24 — 2СЗ «Акація»; 3 БМП-1КШ, 6 СПР-2, 4 ПУ-12, 2 Р-156БТР, 11 Р-145БМ, 1 ЗС-88 (БТР-80), 1 ПРП-3, 4 ПРП-4; 2 УР-67, 1 МТ-55А, 1 МТУ-20. За призначенням розгорталася у мотострілецьку бригаду.
У 2000 році 70-ту базу розформували.

### Відтворення
У вересні 2016 року повідомлялося про намір відтворити дивізію. Дивізія мала успадкувати нагороди 90-ї гвардійської й 378-ї стрілецьких дивізій.

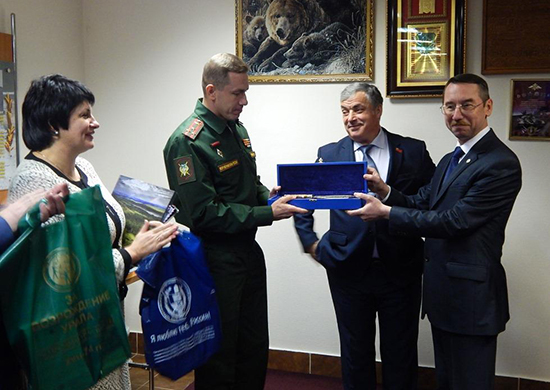
Полковник Деніс Лямін з делегації окупованого українського міста Севастополя, 2016.

1 грудня 2016 року відповідно до указу Президента РФ № 327 від 08 липня 2016 року директивою Міністра оборони РФ з метою збереження бойових традицій 90-та гвардійська танкова Вітебсько-Новгородська двічі Червонопрапорна дивізія була відтворена й приступила до навчання в новому навчальному році під командуванням генерал-майора Дениса Ляміна. Основою для формування дивізії стали 32-га окрема мотострілецька Ленінградської-Павловська Червонопрапорна бригада (в/ч 22316) й 7-ма окрема гвардійська Червонопрапорна, орденів Суворова, Кутузова й Олександра Невського Оренбурзького козацтва бригада (в/ч 89547). Дивізія успадкувала нагороди 90-ї гвардійської й 378-ї стрілецьких дивізій.
У 2017 році рішенням командувача військами ЦВО з метою збереження бойових традицій і увічнення пам'яті про героїчний подвиг 30-го Уральського добровольчого танкового корпусу, також відомого як «корпус чорних ножів» (танкістам цього з'єднання видавалися бойові ножі з клинком чорного кольору), танковому батальйону 228-го мотострілецького полку дивізії присвоєно почесне найменування «Уральський танковий батальйон». Він буде комплектуватися на конкурсній основі з числа військовослужбовців, призваних зі Свердловської області.

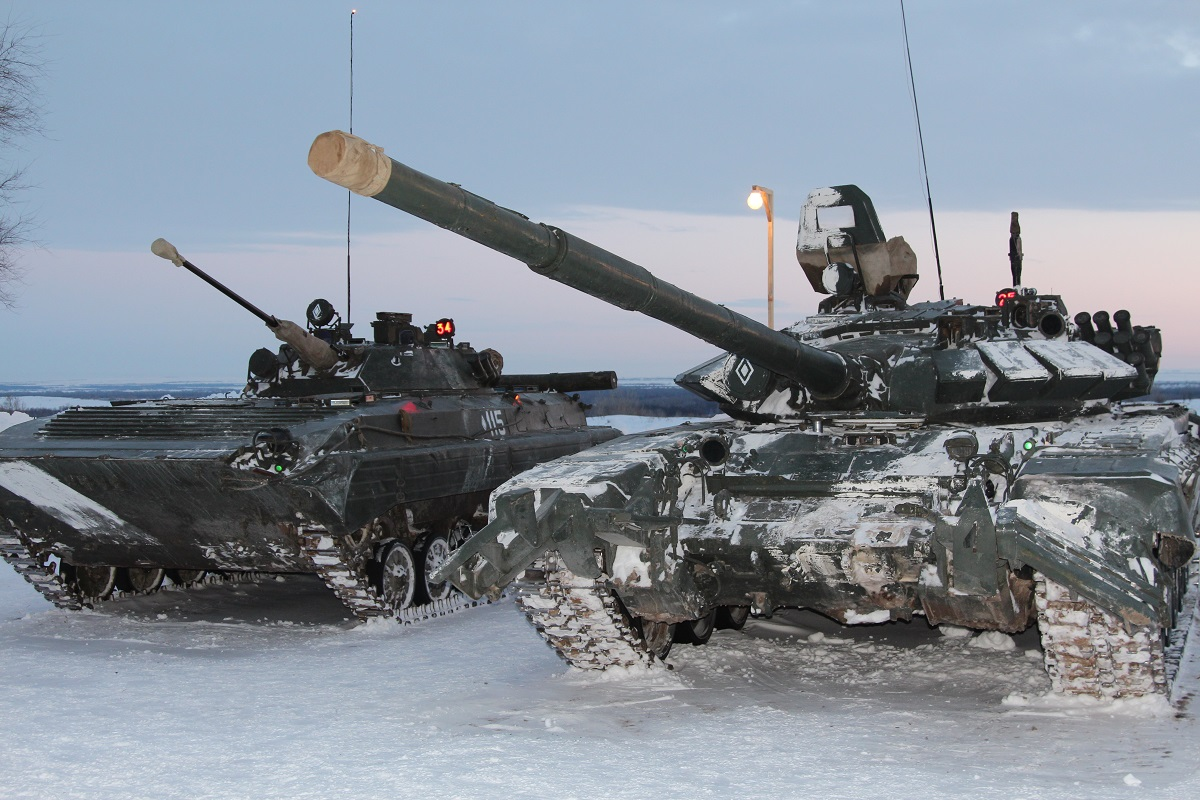
БМП-2 і Т-72БА 90-ї гвардійської танкової дивізії. Лютий 2017.

19 серпня 2017 урочисто відзначено 90-та річниця дивізії і 76-та річниця 239-го танкового полку. Для учасників урочистого заходу була організована реконструкція визволення міста Вітебська, в якій було задіяно танк Т-34-85. Відбулися показові виступи військовослужбовців розвідувального батальйону.
7 травня 2018 року дивізії вручено бойовий прапор нового зразка і до нього грамота Президента Російської Федерації.
Указом Президента Російської Федерації № 381 від 30 червня 2018 року дивізії присвоєно почесне найменування «гвардійська Вітебсько-Новгородська».
Військові частини та підрозділи дивізії розміщені у двох військових містечках із дислокацією в Челябінській і Свердловській областях.
Передбачалося, що протягом 2022 року дивізія отримає 30 модернізованих танків Т-72Б3М, які замінять бойові машини попередніх модифікацій.

### Російське вторгнення 2022
Під час ведення бойових дій в Броварського району Київської області зазнала значних втрат в особовому складі та техніці батальйонно-тактична група (БТГр) 6 танкового полку (Чебаркуль) 90 танкової дивізії Центрального військового округу. Зокрема, ліквідовано командира полку полковника Олександра Захарова. В результаті значних втрат БТГр 6 танкового полку разом з БТГр 239 танкового полку 90 танкової дивізії були змушені відступити та перейти до оборони.
6-й, 80-й та 239-й танкові полки дивізії брали участь у боях за Авдіївку у 2023—2024 рр.

## Склад

### 2018
- Управління дивізії місто Чебаркуль[16][17]
- 6-й гвардійський танковий Львівський ордена Леніна, Червонопрапорний, орденів Суворова, Кутузова і Богдана Хмельницького полк,[18] в/ч 93992 (місто Чебаркуль)
- 80-й танковий Червонопрапорний полк, в/ч 87441 (Чебаркуль)
- 239-й гвардійський танковий Червонопрапорний, орденів Суворова, Кутузова і Олександра Невського Оренбурзький казачий полк, в/ч 89547[19] (Чебаркуль)
- 228-й мотострілецький Ленінградсько-Павловський Червонопрапорний полк, в/ч 22316 (Єкатеринбург)
- 400-й гвардійський самохідний артилерійський Трансільванський Червонопрапорний, ордена Богдана Хмельницького полк,[20] в/ч 15871 (Чебаркуль)

- зенітний ракетний полк (Чебаркуль)
- 30-й окремий розвідувальний батальйон, в/ч 17654 (Чебаркуль)
- 351-й окремий інженерно-саперний батальйон, в/ч 84975 (Чебаркуль)
- 33-й окремий батальйон зв'язку, в/ч 94015 (Чебаркуль)
- 1122-й окремий батальйон матеріального забезпечення, в/ч 25481 (Чебаркуль):
  - 1-ша автомобільна рота підвозу боєприпасів
  - 2-га автомобільна рота підвозу боєприпасів
  - Автомобільна рота підвозу пально-мастильних матеріалів
  - Автомобільна рота підвозу продовольства, речового та військово-технічного майна
  - Рота забезпечення
  - Взвод зв'язку
- 26-й окремий медичний батальйон, в/ч 86000 (Чебаркуль)[21]

## Командування
- (1990—1992) генерал-майор Булгаков Володимир Васильович
- (2016—2017) генерал-майор Лямін Денис Ігорович[22]
- (2017—2019) генерал-майор Гуров В'ячеслав Миколайович
- (2019—2020) генерал-майор Герасимов Віталій Петрович[23]
- (вересень 2020 — липень 2021) полковник Шканов Іван Михайлович
- (липень 2021 — червень 2022) полковник Ібатуллін Раміль Рахматуллович[24]

## Озброєння і військова техніка
На озброєнні дивізії знаходяться Т-72А/Б/БА/Б3, БМП-2, БТР-82А, Град на шасі Урал-375Д, ТОС-1, 2С12, 2С3, РЛС СНАР-10М1, ПРП-4А «Аргус», радіостанції Р-166-0,5 «Артек».